# 가와치카타카미역
가와치카타카미역(일본어: 河内堅上駅, かわちかたかみえき 카와치카타카미에키[*])은 일본 오사카부 가시와라시에 위치한 서일본 여객철도의 역이다.

## 역 구조
상대식 승강장으로 2면 2선의 지상역이다. 오지 방면 승강장에 접해 역사가 설치되어 반대측의 덴노지 방면 승강장과는 과선교로 연결되어 있다.
덧붙여 가와치카타카미 역은 서일본 여객철도 교통 서비스에 의해 위탁 영업을 받고 있어 오후 5시 ~ 다음 날 오전 7시 사이에는 무인역이 된다. 2008년 3월 현재 야마토지 선 구간 내에 유일하게 미도리노마도구치가 설치되어 있지 않은 역이다. 이코카 및 제휴 교통카드의 사용이 가능하다.
| 1 | ■ 야마토지 선 | 오지 · 나라 · 다카다 방면      |
| 2 | ■ 야마토지 선 | 덴노지 · JR 난바 · 오사카 방면 |

## 역사
- 1911년 11월 5일: 일본국유철도 오지 ~ 가시와라 간에 가와치카타카미 역의 전신인 아오야 신호소가 개설되었다.
- 1922년 4월 1일: 아오야 신호장으로 승격.
- 1927년 4월 19일: 여객역으로 승격되어 가와치카타카미역으로서 개업하였다.
- 1987년 4월 1일: 민영화에 따라 서일본 여객철도의 소속이 되었다.
- 2003년 11월 1일: 이코카의 사용이 개시되었다.

## 인접정차역
| 서일본 여객철도 간사이 본선 | 서일본 여객철도 간사이 본선 | 서일본 여객철도 간사이 본선 |
| --------------------------- | --------------------------- | --------------------------- |
| 산고 가모 방면              | ■ 야마토지 선 보통          | 다카이다 오사카 방면        |